# 海棠叶报春
海棠叶报春（学名：[Primula obconica sp. begoniiformis] 错误：{{Lang}}：文本有斜体标记（帮助））为报春花科报春花属下的一个亚种。

## 扩展阅读
- 維基物種上的相關：海棠叶报春